# Hallgrímskirkja
De Hallgrímskirkja (letterlijk de kerk van Hallgrímur) is een kerk in Reykjavik, de hoofdstad van IJsland. De kerk is vernoemd naar de geestelijke Hallgrímur Pétursson (1614-1675), die door zijn Passíusálmar ("Lijdensliederen") beschouwd wordt als de grootste hymneschrijver van het land.

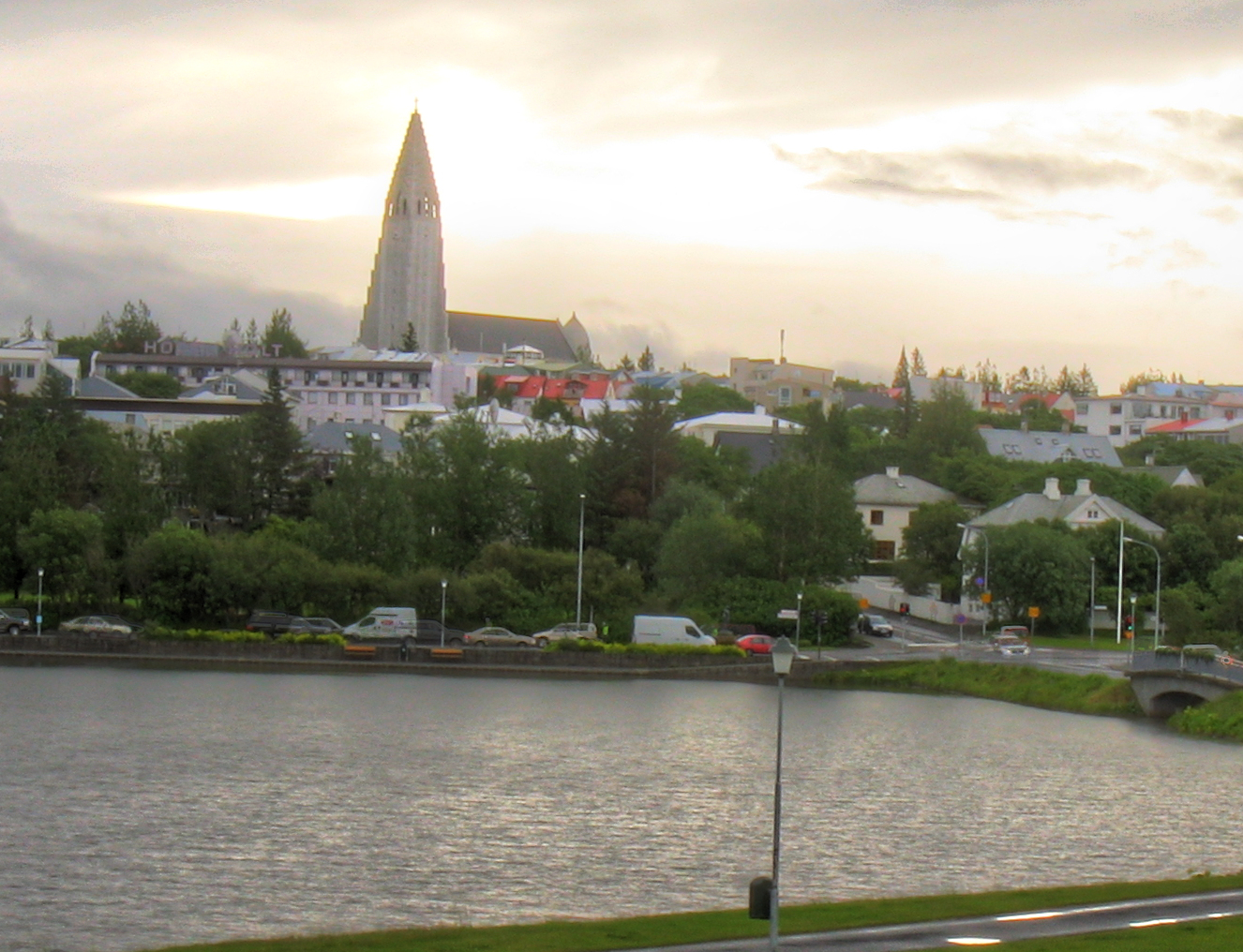
De Hallgrimskirkja uittorenend boven Reykjavik

Met zijn 74,5 meter is dit IJslands hoogste kerkgebouw. Door de ligging nabij het oude centrum van Reykjavik en de zichtbaarheid vanuit de wijde omgeving is de kerk een van Reykjaviks bekendste symbolen. Hoewel zij verreweg de grootste kerk is van het land is niet de Hallgrímskirkja de kathedraal van de Evangelisch-Lutherse Kerk van IJsland, maar de Dómkirkja, ook in Reykjavik. 
De architect, Guðjón Samúelsson (1887-1950), begon aan zijn ontwerp in 1937. Volgens het oorspronkelijke plan zouden kerk en toren niet zo groot worden, maar de Lutherse kerkbestuurders wilden de rooms-katholieke kathedraal, de ook door Samúelsson ontworpen Landakotskirkja, in grandeur overtreffen. Hij heeft zich bij dit expressionistische bouwwerk laten inspireren door de grote basaltpartijen die op IJsland te vinden zijn, bijvoorbeeld bij de Svartifoss. De trap rocks, bergen en gletsjers in het landschap worden weerspiegeld in het ontwerp van de kerk. Een inspiratiebron was voor Samúelsson ook de Grundtvigskerk, die in de jaren twintig en dertig in Kopenhagen in aanbouw was.
De bouw van de Hallgrímskirkja begon in 1945 en werd 41 jaar later, in 1986, afgerond. Tijdens de werkzaamheden werd het ontwerp bekritiseerd als een ouderwetse mengelmoes van stijlen. De Hallgrímskirkja is Samúelssons laatste werk en wordt als zijn belangrijkste bouwwerk beschouwd. Hij heeft de voltooiing niet meegemaakt. 
Het orgel is in 1992 gemaakt door de Duitse orgelbouwer Johannes Klais te Bonn. Het heeft vier klavieren, een zelfstandig pedaal, 72 registers en 5275 pijpen. De grote luidklok in de toren draagt de tekst Eijsbouts Astensis me fecit ("Eijsbouts van Asten heeft mij gemaakt") en is gegoten door Klokkengieterij Eijsbouts te Asten.
Voor de kerk staat het standbeeld van Leif Eriksson, zoon van Erik de Rode, de vermoedelijke eerste Europese kolonist van Noord-Amerika. Het standbeeld, vervaardigd door Alexander Stirling Calder, werd in 1930 door de Verenigde Staten geschonken om het 1000-jarig bestaan van de Alþingi (het parlement van IJsland) te herdenken.